# Rusila Nagasau
Rusila Nagasau (4 de agosto de 1987) é uma jogadora de rugby sevens fijiana.

## Carreira
Rusila Nagasau integrou o elenco da Seleção Fijiana Feminina de Rugbi de Sevens, na Rio 2016, que foi 8º colocada.